# Paracyclotaenia strandi
Paracyclotaenia strandi là một loài bọ cánh cứng trong họ Cerambycidae.